# Todos los fuegos el fuego
Todos los fuegos el fuego es el título del cuarto libro de cuentos del escritor argentino Julio Cortázar, publicado en 1966 bajo la Editorial Sudamericana. Considerado uno de los mejores libros de relatos del autor; la obra reúne ocho cuentos de trabajada composición. Es considerado un clásico de la literatura en español y varios de estos títulos son considerados clásicos en la obra del autor.
Los cuentos se desarrollan en Cuba, París, Buenos Aires, una isla del Mediterráneo y hasta en la Antigua Roma. En este libro, Cortázar, sin abandonar lo fantástico, relega esa característica de sus cuentos por la dualidad de la que los personajes pueden entrar y salir, coexistiendo como imágenes en un espejo. Vuelve a aparecer el viaje como tema al igual que en otras obras de Cortázar como Rayuela, Los premios y Los autonautas de la cosmopista.

## Cuentos
Todos los fuegos el fuego consta de los siguientes cuentos:

### La autopista del sur
Tras un embotellamiento en una autopista de París, las víctimas empiezan a agruparse y a crear especies de células de organización entre ellos. Así, lentamente la carretera, producto del embotellamiento se va convirtiendo en una de micro-ciudad con sus habitantes. Mientras tanto, el narrador y protagonista del cuento, un ingeniero, se enamora y deja embarazada a «la muchacha del Dauphine», de quien también se enamora. Pasa el tiempo y se prometen comenzar una vida juntos, pero, el embotellamiento empieza a ceder, y las columnas de autos a avanzar: el embotellamiento acaba. Todos parecen haberse olvidado y se preparan para retomar sus vidas de antes.

### La salud de los enfermos
En una familia, uno de los integrantes (de nombre Alejandro) muere, por lo que el resto de la familia elabora un plan para que la madre de Alejandro no se entere de lo sucedido, temiendo qué podría sucederle de enterarse. Todos los integrantes de la familia van creando a través de cartas una historia ficticia en la que Alejandro se ha ido a Brasil y que no volverá por un tiempo. La madre del muerto insiste en querer verlo pero el resto de la familia insiste en lo otro; en que Alejandro no volverá por un tiempo. En el lecho de muerte de la madre, confiesa todo este tiempo haber sabido la verdad, hecho lo cual desconcierta a toda la familia, dado ahora tendrán que avisarle a Alejandro de que su madre ha muerto.

### Reunión
Este cuento, ambientado durante lo que parecería ser la Revolución Cubana, narra la historia de un desembarco en una isla; de cómo se divide la formación la cual integra el narrador y el resto de su tropa. Cómo son mojados, vomitados y golpeados tras llegar a ella; cómo cruzan una ciénaga y buscan refugio. El narrador y protagonista tiene asma y dificultades para respirar; junto a sus compañeros especulan sobre la situación del resto del equipo (el cual se dividió en tres) y mascan tabaco. El protagonista tiene alucinaciones en donde recuerda su vida lejos de la guerra y piensa acerca del resto de la formación. Tras reencontrarse con ella y con su amigo Luis, se enfrentan al enemigo y logran escapar. Luis y el narrador hablan del futuro, de los modos de organizar la sociedad luego de la revolución.

### La Señorita Cora
Pablo es un adolescente que se encuentra hospitalizado para ser tratado de apendicitis. (Tras cada punto o coma durante el cuento, la narración va variando de personaje en personaje; poniéndonos en el punto de vista de la madre de Pablo, de la enfermera de él, de nombre Cora, del doctor de Pablo y así). Él siente vergüenza y una atracción creciente hacia una de las enfermeras la cual lo atiende. Este sentimiento se agudiza tras cada interacción que tiene con ella y tras cada interacción que su madre mantiene con el doctor respecto a la enfermera. A medida que el tiempo pasa y la operación se realiza, Pablo no mejora. Entre eso su relación con la «Señorita Cora» (la enfermera) da varias vueltas pero termina por afianzarse en un mutuo sentimiento. Cora lo ayuda, consciente cada vez más, mientras Pablo lucha por afirmar su autonomía, queriendo demostrar que ya no es un niño. Él empeora e incluso llega al punto de confundir a Cora con su madre. Tras una segunda cirugía los sentimientos de Cora afloran.

### La isla al mediodía
En un vuelo, Marini, un steward italiano, al mirar por la ventanilla del avión divisa en la distancia una isla griega dorada, con colinas y playas; ella se encuentra ubicada en el mar Egeo y es descrita como «pequeña y solitaria». Con el tiempo, el protagonista no demuestra interés en hacer su trabajo, porque se desconcentra mirando la isla. Registra que puede verla justo al mediodía. Tras una ardua investigación y varias hipótesis, el narrador descubre que la isla tiene el nombre de «Xiros» y que está fuera del circuito turístico. El deseo por ver la isla al mediodía persiste. Tras una posibilidad de poder cambiar su vuelo, y poder evitar así ver la isla (es decir: acabar con esa obsesión), decide no hacerlo. Fantasea con entrar desnudo al mar de la isla, trepar los árboles de la misma y pescar pulpos en los mares de ella. Al llegar el día de sus vacaciones, toma una lancha de pescadores y, después de unos días de viaje, llega a la isla. Se contacta con los habitantes de allí y se entiende por sonrisas o gestos. Camina solo, se mete al mar, se siente invadido por la isla, gozoso. Sabe que no se irá de ese lugar; que va a quedarse allí para siempre. Sube a una colina, se desprende de su reloj pulsera y piensa en cómo matar al «hombre viejo» que era, a su antigua versión, trabajadora y frustrada. En ese momento, escucha el ruido de los motores de un avión, el mismo en el que él trabajaba. Percibe el cambio del ruido de las turbinas y ve cómo el avión se hunde en el mar. Baja la colina, corriendo, hacia el agua, se lanza al mar y encuentra una mano llamándolo. Ayuda al hombre a salir; se aferra a él y lo lleva hasta la orilla. Ve que tiene una enorme herida en la garganta. Tras ello los pescadores de la isla se le acercan, lo rodean y ven solo al hombre herido. Se preguntan cómo ha tenido fuerzas para nadar hasta la orilla. Están solos con ese cadáver en la playa.

### Instrucciones para John Howell
Rice, el narrador, entra al teatro Aldwych de la ciudad de Londres. Al finalizar el primer acto de la misma, Rice se aburre y comenta que la obra es mediocre. En el intervalo, un hombre se acerca a su butaca y le pide que lo acompañe tras bastidores. Rice lo sigue, sin entender qué quiere. El hombre le dice que no tienen mucho tiempo, y que le explicará brevemente su papel. Rice no entiende qué está sucediendo. El hombre le informa que debe interpretar a John Howell, esposo de Eva, que lo engaña con Michael. Le ponen una peluca y unos anteojos. Rice cede pasivamente, desconcertado; dice que no es un actor. El hombre alto le contesta que, precisamente, no es un actor, sino Howell. Le dicen que en escena, haga lo que quiera. Rice vuelve a preguntar qué está sucediendo pero otra vez no le dan respuestas. Se siente amenazado por los hombres. Lo empujan hacia el escenario y se levanta el telón. Se siente nervioso e intenta retroceder cuando Eva le tiende la mano y comienza el segundo acto. Eva se acerca a su oreja y le susurra: «No dejes que me maten». Cuando cae el telón, los dos hombres lo llevan al camarín y le dan vasos de whisky, a la vez que le dan las instrucciones para el tercer acto. Ya en escena, Rice hace caso omiso a las instrucciones, yendo en contra de la corriente. Los demás actores intentan hacerlo volver al plan. Él piensa en la mejor manera de ayudar a Eva, que le susurra nuevamente al oído que se quede con ella hasta el final. El hombre alto, desde afuera del escenario, le hace gestos de enojo y cuando baja el telón lo echa a patadas del teatro. Rice entra al teatro, nuevamente, para asistir al último acto como espectador. Descubre que otro actor aparece interpretando a Howell; es el mismo que el del primer acto. Tras proseguir viendo la obra y con los pedidos de ayuda de Eva en su mente, comienza a correr para salir del teatro; huye hacia Kean Street. Le parece ver un bulto que lo sigue, unos pasos que lo acompañan. Se pregunta por qué está huyendo y no logra contestarse la pregunta. Cruza un puente sobre el río. Sigue pensando en Eva y en cómo no la ha ayudado. Descubre que los pasos que lo seguían eran de Howell. Corren a la par y Howell le pregunta por qué siempre ocurre lo mismo, y le dice que no puede vivir así, siempre huyendo, sin saber por qué.

### Todos los fuegos el fuego
Irene, mujer de un procónsul romano, está enamorada de Marco, un gladiador. Mientras tanto, Marco comienza la pelea que ha orquestado el procónsul. Más tarde en el relato, aparece Roland Renoir, habitante del París del siglo XX, fumando un cigarrillo y hablando por teléfono. En la línea se escuchan comunicaciones cruzadas: alguien dicta cifras. Roland habla con Jeanne, que le explica que Sonia acaba de irse. Marco, en el coliseo, mira al palco, donde están el procónsul e Irene. El procónsul ha organizado este evento para humillar a su mujer. Marco se enfrenta a su adversario, un reciario nubio. Irene sufre por dentro y sonríe por fuera, controlando sus emociones. Vuelta en París, sigue la conversación entre Roland y Jeanne. Ella acaricia un gato y repite: «Soy yo». Se nombra un tubo de pastillas que Jeanne tiene cerca. Roland prende un cigarrillo y ella lo escucha, visualizándolo. Simultáneamente, Marco intenta hurtar el cuerpo enemigo hacia la red. Irene piensa que está perdido. Roland le pide a Joanne que se decida. Se sigue escuchando el dictado de números. Roland busca el frasco de coñac y le dice a Jeanne que lamenta que Sonia se lo haya dicho. Marco es herido con un tridente en la pierna. El procónsul siente celos porque Irene desea al gladiador. Mientras tanto, Roland intenta calmar y consolar a Jeanne. Ella le responde ofendida y angustiada. Se sugiere que Jeanne toma el tubo de pastillas y se suicida. Se menciona que su mano tiembla y comienza a enfriarse. Marco es gravemente herido, pero logra lastimar también al adversario. En el palco del procónsul comentan que no es común que ambos gladiadores mueran. Sonia llega a la casa de Roland y él le dice que ha sido un error. En simultáneo, la multitud ovaciona a los gladiadores e Irene desea salir de ahí. Roland y Sonia se acuestan y buscan cigarrillos. Ella se duerme y él tiene que sacarle el cigarrillo de la boca. Él también se duerme y sus cigarrillos, todavía prendidos, incendian un pañuelo de gasa, luego la alfombra y el alcohol del coñac. Se incendia el departamento de Roland junto con el circo romano, el cual también tiene un lienzo prendido fuego, que envía chispas hacia el público y calienta el aceite que luego se hierve. El humo invade ambos espacios y los personajes mueren abrasados por las llamas o ahogados por el humo.

### El otro cielo
El narrador protagonista explica cómo puede pasar fácilmente de un espacio a otro. Expresa sus ganas de retornar a su barrio preferido y de olvidarse de sus preocupaciones y encontrarse con Josiane. Se lamenta por lo aburrida y rutinaria que es su vida con Irma. Relata cómo sale a vagabundear a los pasajes y las galerías porteñas. Nombra al Pasaje Güemes y recuerda los olores y sonidos. Abruptamente, pasa a describir la Galerie Vivienne de París, y amalgama su descripción con la del Pasaje Güemes. Se lamenta porque su novia Irma encuentra inexplicable su deseo por vagar de noche por el centro. Él la describe como una mujer muy buena y generosa. Narra su primer encuentro con Josiane. Se entera de que Josiane anda con cuidado por los crímenes que ha cometido un tal Laurent, asesino de mujeres. El narrador explica que algo de ese terror se transforma en deseo. Ella se aprieta contra él mientras miran una revista la cual narra los asesinatos de Laurent. En un bar ven a un hombre al cual apodan «el sudamericano». Se trata de un joven muy alto y un poco encorvado. Se encuentran en el bar con el patrón de Josiane, Kikí y Albert a beber. Se preguntan si «el sudamericano» no será el asesino, pero el patrón de Josiane dice que no; Laurent tiene que tener la fuerza suficiente para estrangular a sus víctimas con una sola mano, y este hombre es muy flaco y débil. Se enteran de que Laurent mata a otra mujer en la rue Beauregard. El narrador se pregunta si no debería quedarse en París. Un nuevo epígrafe divide a la historia en dos. La madre encuentra al narrador desmejorado y sus suegros lo invitan a pasar unos días en una isla en el Paraná, pero vuelve rápidamente a la ciudad y al Pasaje Güemes. De nuevo desea encontrarse con Josiane, pero intenta tranquilizar a Irma, para que no sospeche que él prefiere estar en otro lado. Vuelve a deambular a la ciudad y aparece en París y se reencuentra con el terror en los ojos de la gente. El clima de guerra y miedo generalizado afecta su relación con Josiane. La madre lo vuelve a encontrar desmejorado. Irma le tiene paciencia. Él tiene ganas de quedarse allí pero no logra renunciar a la esperanza de su retorno a una París sin la amenaza de Laurent. Vuelve a París y se entera de que Laurent ha sido capturado, de que se llama Paul y es marsellés. Josiane está feliz y quiere festejar. Se entera de la muerte «del sudamericano» y su enfermedad repentina. Retorna a la bolsa porteña, en plena guerra mundial (1945), y se casa con Irma. Le cuesta volver a París por los compromisos que tiene que atender en Buenos Aires. Vaga en el Pasaje Güemes cuando tiene tiempo. Piensa que, quizás, las muertes de Laurent y «del sudamericano» lo han matado a él. Su mujer espera un bebé para diciembre.